# Der Anschlag (Computerspiel)
Der Anschlag (vollständiger Originaltitel Tom Clancy's The Sum of All Fears) ist ein Taktik-Shooter-Computerspiel, das von Red Storm Entertainment für Microsoft Windows entwickelt und 2002 von Ubi Soft veröffentlicht wurde. Es basiert lose auf dem gleichnamigen Kinofilm Der Anschlag. Im selben Jahr erschien eine Portierung von Ubisoft Shanghai für Nintendo GameCube. Eine Fassung für PlayStation 2 ebenso durch Ubisoft Shanghai erschien ausschließlich für den europäischen Markt. 2008 wurde das Spiel für Nord- und Südamerika auf Steam wiederveröffentlicht.
Für den Game Boy Advance erschien 2002 ein Spiel entwickelt von Crawfish Interactive mit gleichem Namen und Thematik, das jedoch ansonsten keine Überschneidung besitzt.

## Handlung
Die Handlung basiert weder auf dem Film noch auf dem Buch, sondern verwertet lediglich das Szenario grob erneut. Terroristen zünden eine Kernwaffe im M&T Bank Stadium. Im Spiel werden nun die Hintermänner des Anschlags gesucht.

## Spielprinzip
Der Spieler ist Teil einer Antiterroreinheit zu deren Aufgaben im Spiel die Geiselbefreiung, das Legen von Sprengsätzen oder das Sichern von Dokumenten gehört. Schießübungen sowie Anweisung an das dreiköpfige Team werden in einem Trainingslager erläutert.

## Entwicklung
Das Spiel basiert auf der Spiel-Engine von Tom Clancy’s Ghost Recon.

## Rezeption
Für Sacha Röschard von Gameswelt könne das Spiel nicht mit anderen Genrevertretern mithalten. Hinsichtlich Grafik und Geräuschkulisse fielen Mängel auf. Rüdiger Steidle von PC Games bezeichnete es vom Umfang her als kleine Missions-CD für Ghost Recon oder Rainbow Six wobei es inhaltlich nicht mithalten könne. Es besäße auch nicht die Atmosphäre, die man bei der Filmvorlage erwarten würde. Auch für Benjamin Bezold von PC Action sei Preis-Leistung in keinem Verhältnis. Das Fehlen von Rollenspielelementen sorge für weniger Motivation, und der Herzschlagsensor entferne das Spannungselement. Die Idee einen Taktik-Shooter für eine größere Käuferschicht zu vereinfachen sei nicht aufgegangen. Marcel Kleffmann von 4Players empfahl es vorwiegend Genre-Einsteigern.
Stephan Freundorfer von M! Games kritisierte die Lizenzumsetzung scharf. Die Fassung für PlayStation 2 sei optisch lieblos umgesetzt. Taktisches Vorgehen sei überhaupt nicht nötig, da die Computergegner überhaupt nicht adäquat reagieren.
Die Fassung für GameCube wurde von der Redaktion von Eurogamer mit einem Negativpreis ausgezeichnet. Die Umsetzung leide unter starken Steuerungsproblemen, sei viel zu stark vereinfacht worden und grafisch schlecht.